# ГЕС Madhikheda
ГЕС Madhikheda – гідроелектростанція в центрі Індії у штаті Мадх’я-Прадеш. Використовує ресурс із річки Сінд, котра дренує плато Малава та Індо-Ганзькій рівнині впадає праворуч у Джамну, котра в свою чергу є правим (та найбільшим) притоком Гангу. 
В межах проекту річку перекрили комбінованою земляною та мурованою греблею висотою 62 метри та довжиною 1072 метри, яка утримує водосховище з об’ємом 902 млн м3 та корисним об’ємом 835 млн м3.
Через водозабірну вежу ресурс подається у прокладений під лівобережним масивом дериваційний тунель, котрий виводить до розташованого за 0,8 км наземного машинного залу. Останній  обладнали трьома турбінами типу Френсіс потужністю по 20 МВт, які працюють при напорі у 54 метри та забезпечують виробництво 60 млн кВт-год електроенергії на рік.
Відпрацьована вода повертається у річку по відвідному каналу довжиною 0,6 км.